# Nicolaas Willem Elsen
Nicolaas Willem Elsen (Wamel, 21 september 1915 - Laren, 24 maart 1995) was een Nederlands politicus van de KVP.
Hij is enige tijd werkzaam geweest bij de gemeentesecretarie van Naaldwijk. Na ondergedoken te zijn geweest tijdens de Tweede Wereldoorlog trad hij toe tot de 7 december divisie waarmee hij naar het toenmalig Nederlands-Indië vertrok. Na terugkeer in Nederland werd hij actief in de journalistiek en was hij medewerker bij de KRO.
In navolging van zijn vader, Th.P.J. Elsen (1887-1950), die burgemeester van Rijswijk is geweest en zijn schoonvader, mr. R.M. van Dusseldorp (1889-1940), die burgemeester van Goes is geweest, was hijzelf ook burgemeester: eerst van 1959 tot 1968 van Heinkenszand en daarna tot 1980 van Laren. Zijn jongere broer Theo werd in 1968 ook burgemeester.
N.W. Elsen overleed in 1995 op 79-jarige leeftijd en is begraven op het Sint-Janskerkhof in Laren.